# Prażmowate

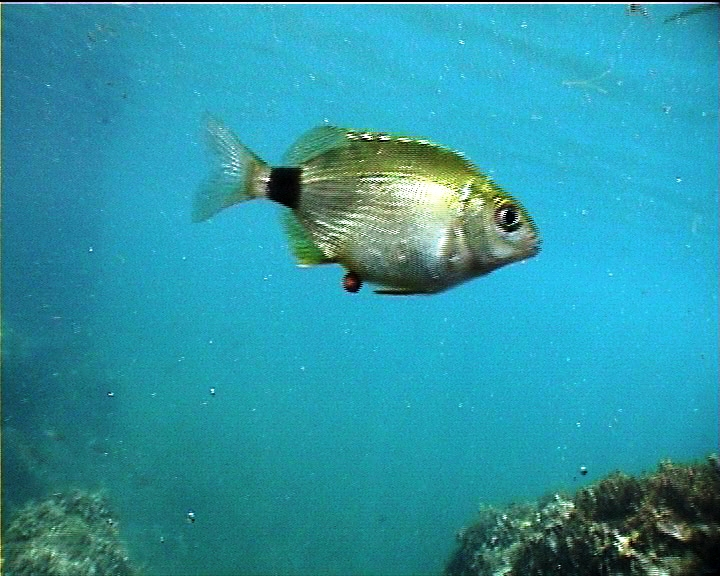
Prażma (Diplodus annularis)

Prażmowate (Sparidae) – rodzina głównie morskich ryb okoniokształtnych. Sporadycznie występują w wodach słodkich i słonawych. Poławiane gospodarczo i w wędkarstwie. Do najbardziej znanych przedstawicieli należą: bops, dorada, kantar, kielec, morlesz, pagrus różowy, prażma i sargus.

## Zasięg występowania
Ciepłe wody oceaniczne, rzadko spotykane w wodach słodkich lub słonawych.

## Cechy charakterystyczne
Ciało silnie bocznie spłaszczone, wysokie, zwykle wygrzbiecone, z prostą linią brzucha i z długą, dwuczęściową płetwą grzbietową. Pierwsza część oparta na 10-13 promieniach twardych. Uzębienie zróżnicowane w zależności od pobieranego pokarmu. Mały otwór gębowy. Największy w rodzinie petrak (Petrus rupestris) osiąga do 2 m długości.
Przebywają w strefie bentalu, rzadziej na płyciznach. Żywią się - w zależności od gatunku - bezkręgowcami, rybami lub roślinami. U wielu gatunków stwierdzono hermafrodytyzm. Młode osobniki wielu gatunków mają jednocześnie gruczoły męskie i żeńskie. U dorosłych często dochodzi do zmiany płci.

## Klasyfikacja
Rodzaje zaliczane do tej rodziny:
Acanthopagrus — Archosargus — Argyrops — Argyrozona — Boops — Boopsoidea — Calamus — Cheimerius — Chrysoblephus — Crenidens — Cymatoceps — Dentex — Diplodus — Evynnis — Gymnocrotaphus  — Lagodon — Lithognathus — 
Oblada  — Pachymetopon — Pagellus — Pagrus — Parargyrops — Petrus —
Polyamblyodon  — Polysteganus — Porcostoma — Pterogymnus — Rhabdosargus — Sarpa — Sparidentex — Sparodon — Sparus — Spondyliosoma — Stenotomus — Virididentex